# Рейнхарт, Анна Барбара
Анна Барбара Рейнхарт (нем. Anna Barbara Reinhart; 12 июля 1730, Винтертур, кантон Цюрих, Швейцарии — 5 января 1796, там же) — швейцарский математик.

## Биография
В детстве в результате падения с лошади, получила серьёзную травму и до конца жизни на долгие периоды времени была прикована к кровати. Лечивший её врач заметил склонность Анны к математике и начал заниматься с ней. Изучала математику по книгам Леонарда Эйлера, Габриэля Крамера, Питера ван Мушенбрука, Жерома де Лаланда и других.
Вела переписку, порой её посещали многие выдающиеся учёные своего времени. Давала уроки математики.
Со временем была признана авторитетом в своей области.
Рукописи сочинений Рейнхарт не сохранились. Редактировала научные работы нескольких своих современников. Написала комментарий к фундаментальному труду Исаака Ньютона «Математические начала натуральной философии», который, однако, был утерян после её смерти.

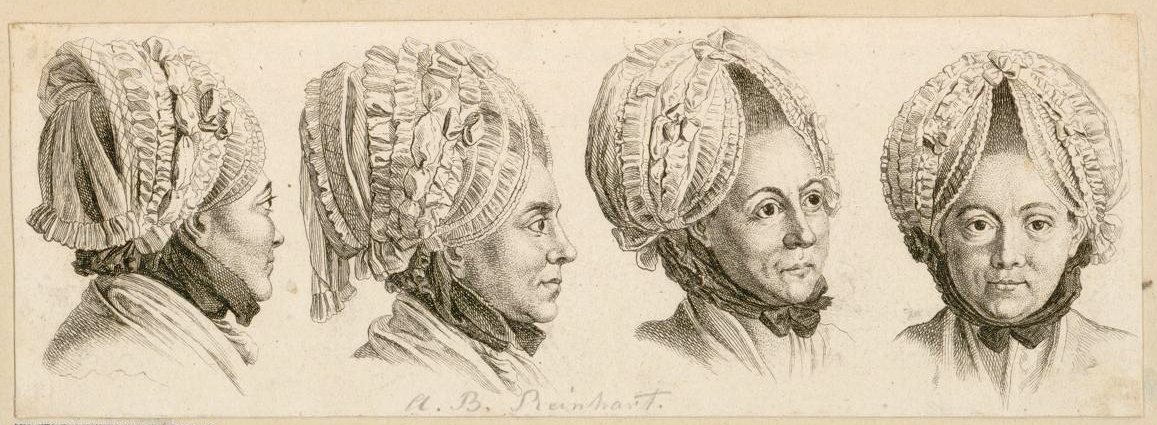
4 изображения А. Рейнхарт неизвестного художника

Некоторые современники, например Даниил Бернулли, высоко ценили научные работы Рейнхарт и ставил её выше Эмили дю Шатле.
Умерла в 1796 году в возрасте 65 лет от обострения подагры и последствий травмы, полученной в детстве.

## Память
- В 2003 году в родном городе Винтертур её именем была названа улица .